# Jane Henson
Jane Ann Henson (Nova Iorque, 16 de junho de 1934 – Greenwich, 2 de abril de 2013) foi uma marionetista norte-americana.
Foi viúva do marionetista Jim Henson. Trabalharam juntos no programa Sam and Friends, onde Jane colaborou com Jim na actuação das marionetes e na introdução de várias inovações técnicas, incluindo a utilização de monitores de televisão para supervisionar a actuação em tempo real. Quando, na década de 1950, Jim se ausentou da série durante um ano, Jane tornou-se directora da série. Após a morte de Henson, em 1990, fundou a The Jim Henson Legacy com o objectivo de perpetuar a memória e o trabalho do marido.